# Смирнов Дмитро Григорович
Дмитро Григорович Смирнов (1908, село Шибаршино Весьєгонського повіту Тверської губернії, тепер Тверської області, Російська Федерація — 30 липня 1965) — радянський партійний діяч. Член ЦК КПРС у 1952—1956 роках. Депутат Верховної Ради СРСР 2—4-го скликань (1949—1958 роки).

## Біографія
Народився в родині робітника-столяра. Після закінчення церковнопарафіяльної школи у 1921—1922 роках був учнем слюсаря в місті Сумах.
У 1923 році закінчив школу фабрично-заводського навчання. З 1923 року працював токарем на заводах Харківщини, Сумщини та Полтавщини. Закінчив вечірній технікум при Сумському машинобудівному заводі імені Фрунзе.
Член ВКП(б) з 1928 року.
У 1932—1938 роках — помічник начальника цеху, начальник цеху Сумського машинобудівного заводу імені Фрунзе. Закінчив Сумський вечірній інститут.
У 1938—1939 роках — секретар комітету ВКП(б) Сумського машинобудівного заводу імені Фрунзе.
У 1939 — грудні 1940 року — 2-й секретар Сумського міського комітету КП(б) України.
26 грудня 1940 — 1941 року — 3-й секретар Сумського обласного комітету КП(б) України. У 1941 — жовтні 1941 року — 2-й секретар Сумського обласного комітету КП(б) України.
У грудні 1941 — січні 1945 року — 1-й секретар Златоустівського міського комітету ВКП(б) Челябінської області.
У січні 1945 — 1947 року — відповідальний організатор, інспектор Управління кадрів ЦК ВКП(б).
У 1947—1949 роках — 2-й секретар Владимирського обласного комітету ВКП(б).
З серпня 1949 року працював інспектором відділу ЦК ВКП(б). У грудні 1949 — січні 1950 року — заступник завідувача відділу партійних, профспілкових і комсомольських органів ЦК ВКП(б) у Москві.
19 січня 1950 — 26 жовтня 1955 року — 1-й секретар Горьковського обласного комітету ВКП(б) (КПРС).
З жовтня 1955 року — у розпорядженні ЦК КПРС.
З 1957 року — завідувач відділу та член колегії Міністерства державного контролю СРСР; на керівній роботі в Комісії державного контролю Ради міністрів СРСР.
У 1963 — липні 1965 року — завідувач відділу Комітету партійно-державного контролю Бюро ЦК КПРС по РРФСР та Ради міністрів РРФСР.
Раптово помер під час виконання службових обов'язків 30 (за іншими даними — 31) липня 1965 року.

## Нагороди
- орден Трудового Червоного Прапора
- орден «Знак Пошани»
- орден Червоної Зірки
- медалі